# Yvette Roudy
Yvette Roudy z domu Saldou (ur. 10 kwietnia 1929 w Pessac) – francuska działaczka feministyczna, polityczna i samorządowa, dziennikarka oraz tłumaczka, deputowana, minister.

## Życiorys
Jako nastolatka podjęła pracę w fabryce konserw. W pierwszej połowie lat 50. wraz z mężem przez trzy lata mieszkała w Glasgow. Po powrocie do Francji zdała egzamin maturalny, przeniosła się następnie do Paryża. Tam poznała pisarkę Colette Audry oraz Marie-Thérèse Eyquem, założycielkę feministycznego ruchu Mouvement Démocratique Féminin (MDF). Zajęła się także tłumaczeniami, w latach 60. przełożyła na język francuski Mistykę kobiecości Betty Friedan. W 1965 założyła wydawane przez MDF czasopismo „La femme du XXe siècle”. Poprzez swoją publicystykę promowała prawa kobiet, opowiadała się w szczególności za prawem do antykoncepcji. Poszukując wsparcia politycznego, wraz z MDF zaczęła w 1965 wspierać François Mitterranda. Współpracowała następnie z kierowanym przez tegoż Konwentem Instytucji Republikańskich (CIR), a następnie dołączyła do Partii Socjalistycznej.
5 kwietnia 1971 w dzienniku „Le Nouvel Observateur” został opublikowany Manifest 343 autorstwa Simone de Beauvoir, którego była jedną z sygnatariuszy. Deklarując, że same poddały się aborcji, zażądały m.in. wprowadzenia prawa do przerwania ciąży.
W 1974 w ramach PS objęła nowo utworzone stanowisko sekretarza krajowego do spraw kobiet. Od 1979 do 1981 zasiadała w Parlamencie Europejskim I kadencji, będąc członkinią frakcji socjalistycznej oraz Komisji ds. Środowiska Naturalnego, Zdrowia Publicznego i Ochrony Konsumentów.
Od maja 1981 do maja 1985 była ministrem delegowanym ds. praw kobiet w pierwszym, drugim i trzecim rządzie premiera Pierre’a Mauroy oraz w gabinecie Laurenta Fabiusa. Następnie do marca 1986 w ostatnim z tych rządów zajmowała stanowisko ministra praw kobiet. Już w 1981 zaangażowała się w kampanię na rzecz refundacji środków antykoncepcyjnych, a także na rzecz refundacji kosztów zabiegu przerwania ciąży z ubezpieczenia społecznego, co umożliwiła ustawa z 1982. Zajmowała się również kwestiami związanymi z parytetem, wprowadzona w 1983 ustawa gwarantowała równość kobiet i mężczyzn w życiu zawodowym. W 1981 wsparła także powołanie stowarzyszenia kobiet dziennikarek AFJ.
Od 1986 do 1993 i od 1997 do 2002 sprawowała mandat deputowanej do Zgromadzenia Narodowego VIII, IX, XI kadencji. W latach 1989–2001 była merem Lisieux. W 2007 poparła i zaangażowała się w kampanię prezydencką Ségolène Royal, a w 2011 poparła François Hollande’a w wyborach prezydenckich w 2012. W kolejnych wyborach prezydenckich w 2017 kandydatem socjalistów był Benoît Hamon, którego wcześniej Yvette Roudy wspierała, ale na skutek jego kontrowersyjnych wypowiedzi na temat muzułmanów wycofała się z poparcia.

## Publikacje
- La Femme en marge (Flammarion, 1982)[12]
- À cause d’elles (Albin Michel, 1985)[13]
- Mais de quoi ont-ils peur? Un vent de misogynie souffle sur la politique (Albin Michel, 1995)[14]
- Allez les femmes – Une brève histoire du PS et de quelques absentes (Le Bord de l’eau, 2005)[15]
- Lutter toujours (Éditions Robert Laffont, 2020)[16]

## Odznaczenia
- Kawaler Legii Honorowej (1993)[17]
- Oficer Legii Honorowej (2013)[18]
- Komandor Orderu Narodowego Zasługi (2018)[1]